# Zaingir (dieriewnia)
Zaingir (ros. Заингирь) – wieś (dieriewnia) w Rosji, w obwodzie kostromskim, w rejonie niejskim. W 2021 liczyła 4 mieszkańców.